# 圣方济各沙勿略堂 (都柏林)
圣方济各沙勿略堂（Saint Francis Xavier Church）俗称“加德纳街教堂”，是一座罗马天主教教堂，位于都柏林的加德纳街，靠近蒙乔伊广场，由耶稣会管理。

## 历史
该堂由耶稣会神父巴尔多禄茂·埃斯蒙德设计，建筑师约瑟夫·B·基恩建造，古典主义风格花岗石建筑。教堂于1829年7月2日奠基，1832年5月3日开放。本堂区网站上说，“正祭台....由埃斯蒙德神父在罗马设计和组装...他和约翰·B·基恩先生是这座教堂的建筑师”。建筑评论家克里斯蒂娜·凯西在她的书《都柏林》中，称之为“这一时期都柏林最优雅的教堂”。该建筑以其收藏、雕刻的祭坛装饰和绘画作品而著称，大多在维多利亚时代来源于意大利。圣方济各沙勿略堂的设计反映埃斯蒙德神父在长期旅居意大利期间获得的关于意大利神庙的知识的深度。
1889年，诗人杰拉尔德·曼利·霍普金斯的葬礼在此举行。 
这座教堂出现在詹姆斯·乔伊斯的短篇小说《神的恩典》（收录在短篇小說集《都柏林人》中）。
门楣上的拉丁文题字为“DEO UNI ET TRINO SUB INVOC S FRANCISCI XAVERII”。

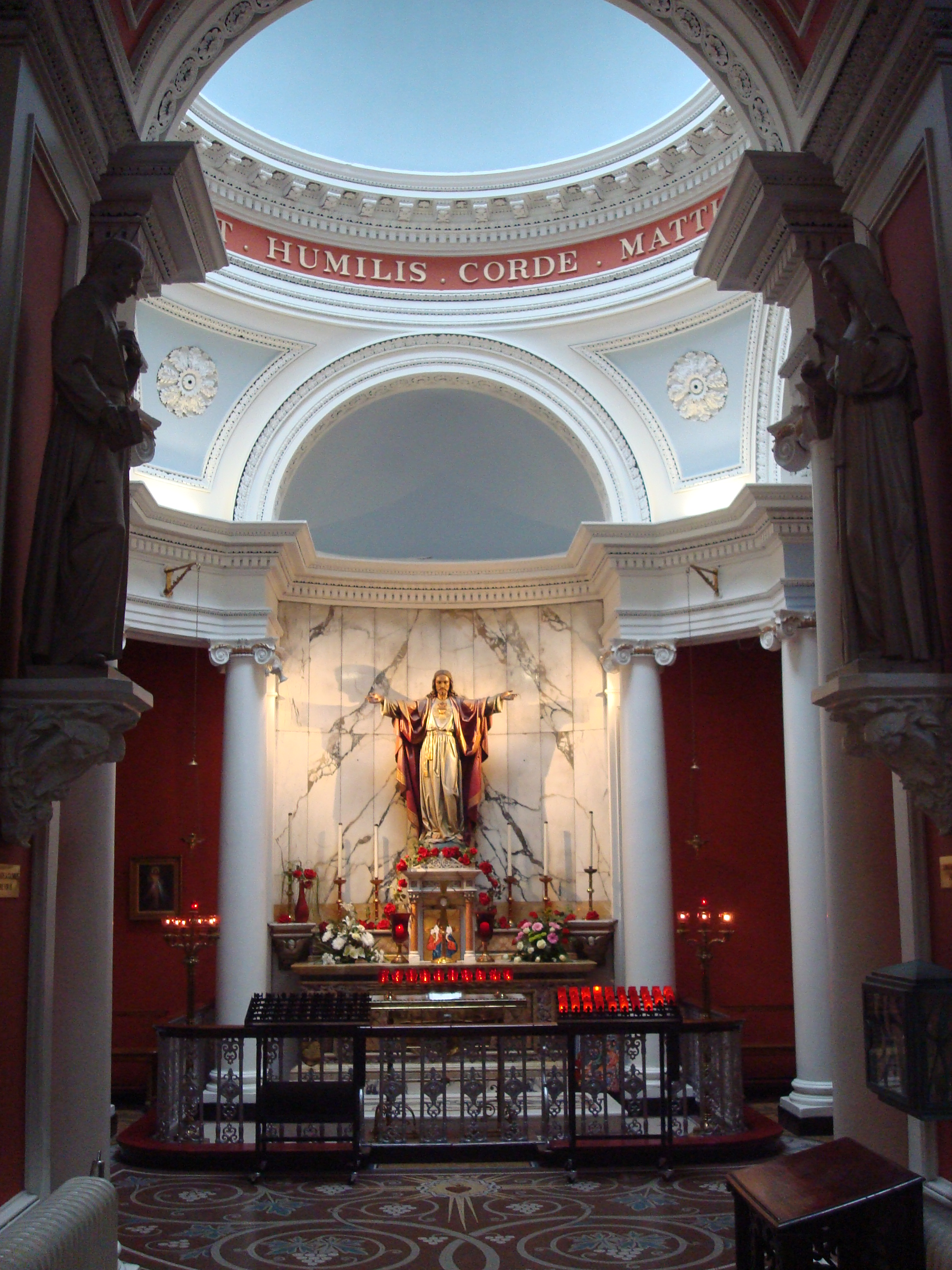
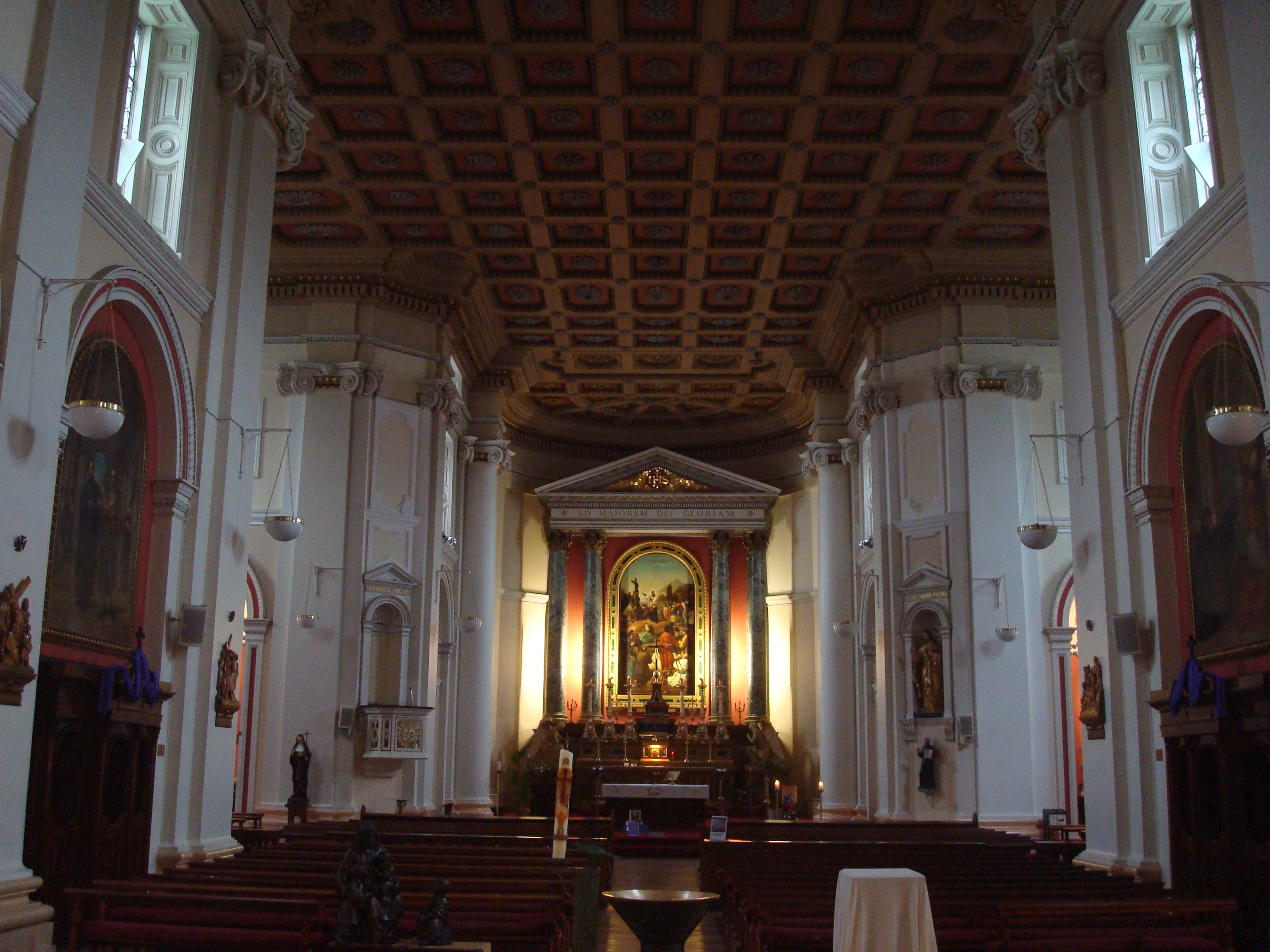
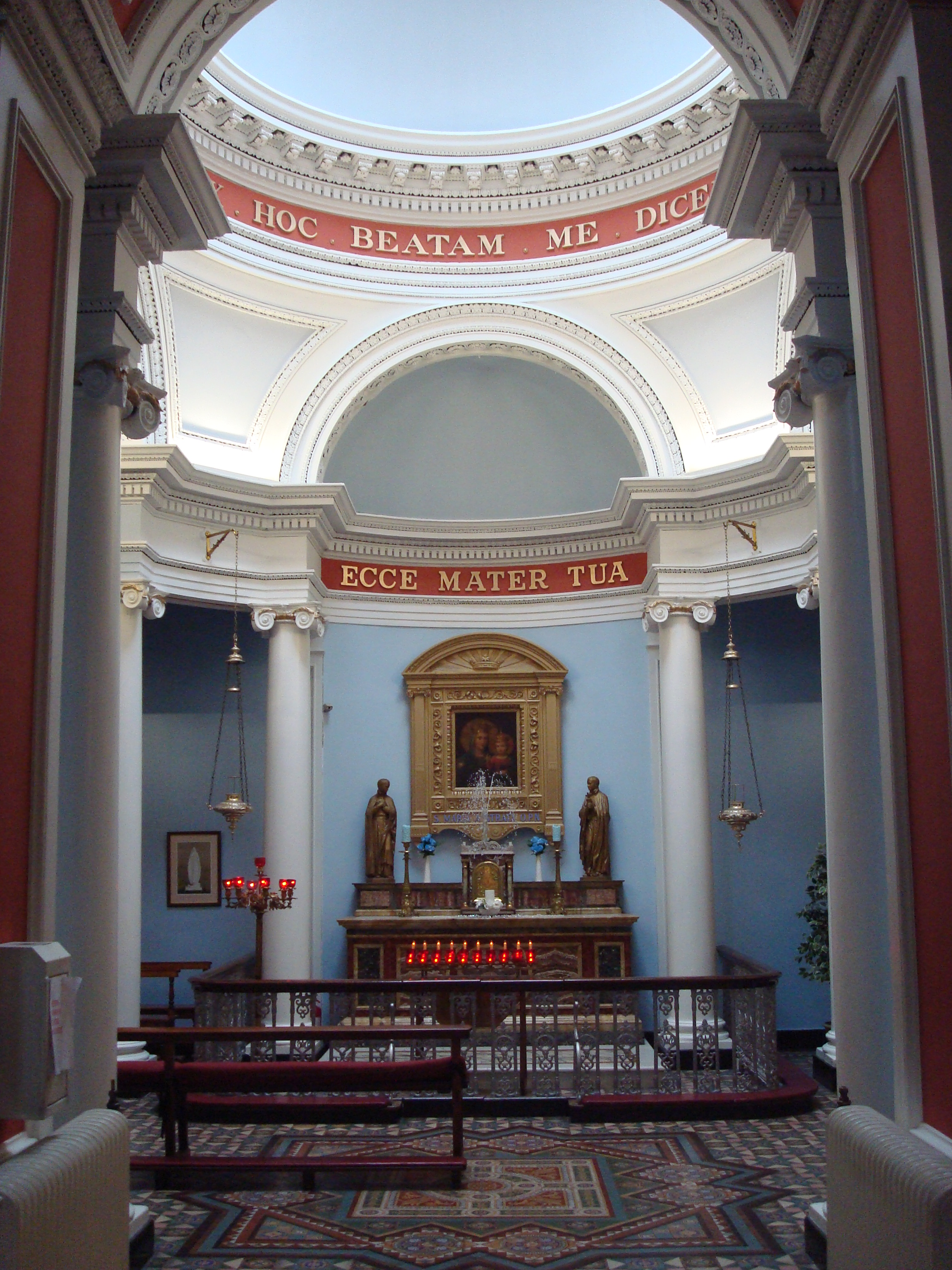